# Aeletes kilaueae
Aeletes kilaueae är en skalbaggsart som beskrevs av Yélamos 1998. Aeletes kilaueae ingår i släktet Aeletes och familjen stumpbaggar. Inga underarter finns listade i Catalogue of Life.